# Макс Валентінер
Хрістіан Август Макс Альманн Валентінер (нім. Christian August Max Ahlmann Valentiner; 15 грудня 1883, Тендер, Німецька імперія — 19 червня 1949, Сендерборг, Данія) — німецький військово-морський діяч. Герой Першої світової війни, який посідає третє місце у списку найрезультативніших підводників в історії. Кавалер ордена Pour le Mérite.

## Біографія

### Дитинство
Макс Валентінер був старшим сином пастора Отто Фрідріха Валентінера (1854 — 3.10.1918) і його дружини Матільди Джулі (1858—1939), уродженої Ольде. Крім Макса в родині були інші діти: після старшого Макса народилася дочка (ім'я невідоме), яка через деякий час померла. Потім народилася ще одна донька, Феодора (10.08.1887 — 23.10.1984) і син Отто Йоахім (03.11.1896 — 04.19.1918).
Сім'я часто переїжджала у зв'язку з пастирською роботою батька, тому Макс Валентінер навчався в різних школах. У 1882 році сім'я переїхала в Кеттінг на острові Альс, де його батько працював священиком протягом двох років. Тут Макс пішов в школу. Потім сім'я переїхала в Августенборг, а ще пізніше в Зондерборг, де він навчався Реймерській школі.

### Початок кар'єри
1 квітня 1902 року, у віці 18 років, Валентінер поступив у Імператорський Німецький флот. Як курсант проходить практику на навчальному вітрильному судні SMS Moltke.
У 1903 році він призначається на крейсер SMS Hansa. У 1907 році він переведений на лінійний корабель SMS Braunsweig. 30 березня 1908 року Валентінеру присвоюють звання старшого лейтенанта. З 1908 по 1910 рік він очолює 1 артилерійський батальйон в Кілі.
З 1911 року — офіцер на рятувальному кораблі SMS Vulkan. Це був спеціальний двокорпусний корабель, побудований для підйому затонулих підводних човнів, і був приписаний до порту Кіль. На SMS Vulkan 17 січня 1911 року бере участь в порятунку 30 чоловік з екіпажу підводного човна SM U-3 після того, як субмарина затонула в Кільській гавані. SM U-3 затонула під час занурення, через незакриту вентиляційну шахту. Результатом цієї фатальної помилки було те, що підводний човен був швидко заповнений водою, і екіпаж не встиг покинути його. У проведенні рятувальної операції, через торпедний апарат, були врятовані 30 осіб, 3 члени екіпажу загинули. Серед врятованих моряків був Отто Веддіген, який пізніше став командиром SM U-9 і найвідомішим німецьким підводником.
7 січня 1911 року його призначають командиром нового підводного човна SM U-10. На цьому човні він бере участь в маневрах в протоці Скагеррак. У навчаннях беруть участь 5 підводних човнів. На маневрах був присутній сам імператор Вільгельм II. Валентінер зміг блискуче провести навчальну атаку, і 4 торпедами вразити 2 корабля. Але керівництво в особі віце-адмірала Ланса вважало, що треба було вразити 4 мети. Це послужило конфліктом, і Макса Валентінера перевели в школу підводників в Кілі.

### На початку Першої світової війни
Після оголошення війни 5 серпня 1914 року Макс Валентінер призначається на посаду командира застарілого підводного човна SM U-3 — того самого, в порятунку якого він брав участь. Але екіпаж човна був сповнений рішучості відзначитися. SM U-3 був приписаний до Балтійського флоту Німеччини, яким командував грос-адмірал принц Генріх Прусський.
Через кілька днів, SM U-3 буксирується канонерського човном SMS Panther до Ризької затоки з метою проведення дозору на шляхах російських військових кораблів. Але в цьому дозорі SM U-3 не зміг відзначитися, оскільки був морально застарілим, з газоліновими (гасовими) двигунами. Сам Валентінер називав його «старий ящик».
Цей похід закінчився в Берліні, де у Валентінера відбулася невтішна бесіда з принцом Генріхом, який був вкрай незадоволений походом SM U-3 і розраховував на потоплення кількох російських бойових кораблів. Макс Валентінер на це відповів приблизно так: «Ваша Королівська Високосте, SM U-3 як старий кінь: ви можете дати йому цукру, скільки вам подобається, але від цього він скакати швидше не буде.» Це ще більше розлютило брата Кайзера, і він вказав Валентінеру на двері. Однак після повернення в Кіль Валентінер дізнається, що йому дали під командування новітній підводний човен U-38. Це відбувається 15 грудня 1914 року на його 31-й день народження. Він сам комплектує екіпаж, вибираючи собі підлеглих з підводної школи.
Хоча човни цього типу були одними з кращих у світі, в роки Першої світової війни, у SM U-38 з самого початку виникли проблеми з дизельними двигунами. Це виявилося вже в ході 3-х навчально-бойових походів до східного узбережжя Англії. Хоча ці походи принесли велику кількість потоплених суден на рахунок Валентінера.
Вирішивши проблему з надійністю човна, Валентінер робить на ньому перехід в Середземне море. З 15 грудня 1915 року до 15 вересня 1917 року човен SM U-38 дислокується у 2-й підводній флотилії (нім. U-Halbflottille) в австрійській базі в Поле. Звідти його німецький підводний човен вів бойову діяльність в східній частині Середземного моря.

### Затоплення «Персії» та інші перемоги Валентінера
8 листопада 1915 року Валентінер потопив італійське пасажирське судно Ancona, при цьому загинули 200 осіб.
30 грудня 1915 року біля острова Крит Макс Валентінер торпедує британський пасажирський корабель «Persia» («Персія»). Судно знаходилося на шляху з Лондона через Марсель до Індії. На судні загинуло 334 пасажира, а 167 пережили атаку і були врятовані.
На борту «Персії» було величезні статки в золоті і дорогоцінному камінні індійського магараджі. Сам магараджа висадився незадовго до виходу з Марселя, тому що він був попереджений про німецьку загрозу підводних човнів і вирішив не випробовувати долю.
Валентінер виправдовував свій вчинок тим, що він побоявся за човен і екіпаж. Адже «Персія» могла бути переобладнана під допоміжний крейсер або судно-пастку і атакував її без попередження, що і призвело до великих жертв. Дії Валентінера були досить спірними, оскільки він порушив правила війни і статті військово-морського міжнародного права. Дія відбувалася до оголошення Німеччиною політики «необмеженої підводної війни», що порушувало і накази Імперського німецького військово-морського флоту, які обмежували атаки пасажирських лайнерів. Причому порушував він ці нормативи неодноразово і на його рахунку значаться не тільки лайнери, а плавучі госпіталі. Після нападу на «Персію» Макс Валентінер, був включений у список військових злочинців. Німецьке командування не сильно турбував факт порушення Валентінером міжнародного права.

### Похід у Чорне море
31 травня 1916 року U-38 під командуванням Макса Валентінера увійшла в Чорне море. Свою кар'єру на новому театрі підводний човен почав з висадки на північ від Поті гірських агентів, після чого відкрив боротьбу проти каботажного судноплавства в східній частині Чорного моря. Атака, що проводилася на групу танкерів на південний схід від Піцунди в ранні години 7 червня зірвалася, так як перископ підводного човна був помічений верхньої вахтою судів і обстріляний. Наступного дня субмарина потопила у Туапсе «Транспорт № 77», але наступна атака, проведена прославленим підводником через кілька годин, закінчилася безрезультатно. Було втрачено чудовий шанс знищити два судна: «Транспорт № 21» і «Транспорт № 39»; але вони, виявивши слід пущеної підводним човном торпеди, вважали за краще викинутися на мілину, а потворний артилерійський вогонь по нерухомих цілях (всього випущено 140 88-мм снарядів) дав можливість дуже швидко ввести пароплави до ладу. Втішним призом для Валентінера стала шхуна «Катерина» (149 брт), знищена артилерійським вогнем через годину після невдалої атаки. 10 червня підводний човен потопив артилерією у Гагрі пароплав «Оріон» (429 брт), після чого удача відвернулася від уславленого командира.

### Командир підводного крейсера
3 грудня 1916 року SM U-38 в гавані Фуншала на острові Мадейра, Валентінер топить 3 ворожих кораблі, в тому числі французьку канонерку Surprise.
10 лютого 1917 року Валентінер призначається командиром підводного крейсера SM U-157. Підводний човен був спочатку побудована як комерційний підводний човен SM Bayern («Баварія») класу «Дойчланд». Пізніше човен SM Bayern був перейменований на «Kapitänleutnant Rabe von Pappenhein», а потім залишився лише номер U-157.
Максу Валентінеру довелося здати SM U-38 новому командиру, яким виявився Вільгельм Канаріс, і поспішати в Кіль. Його новий човен SM U-157 в той час ще не був введений в експлуатацію.
Човен була побудована на верфі HC Stülcken & Sohn в Гамбурзі. У Кілі здійснили переробку човни з транспортної у військову. Багатьох людей в команду човна Валентінер відбирав сам, пріоритет віддавав тим з ким служив раніше або знав по школі підводників.
На SM U-157 в період між 27 листопада 1917 року і 15 квітня 1918 року. Валентінер здійснює похід тривалістю 139 діб. У поході були великі проблеми з двигуном і якорем, який був загублений в морі. Але підсумок походу був непоганим. Це був його останній бойовий похід.
Після походу Валентінер знову опинився в школі підводників, де навчав новим методам підводної війни. Він також бере участь (дає рекомендації) при будівництві новітнього човна SM U-143, яким мав командувати після завершення будівництва, але човен не був добудований до кінця війни.

### Підсумок бойової діяльності Валентінера
Підсумок діяльності Валентінера як командира підводних човнів вражав: він зайняв почесне третє місце по потоплення тоннажу, але підводні атаки на пасажирські кораблі без попередження привели до включення його імені в список військових злочинців.
За Валентінером у роки Першої світової війни лічаться:
- 143 судна потопленими, сумарним тоннажем 298 794 брт;
- 1 потоплений військовий корабель (680 брт);
- 5 пошкоджених суден (22 301 брт);
- 1 військовий корабель пошкоджений (10 850 брт);
- 3 корабля супроводу в якості призу (3550 брт).

### Доля після Першої світової війни
Після війни союзники вимагали його видачі як військового злочинця. 22 листопада 1919 року Макс Валентінер виходить у відставку і зникає. Він придбав новий паспорт на ім'я Карла Шмідта.
Валентінер заснував невелику компанію в Кілі, яка займалася торгівлею двигунів і запчастин. Пізніше він став судновласником.
На початку Другої світової війни повернувся на військову службу. У січні 1940 року Валентінер був призначений на посаду командира приймальної комісії підводних човнів (UAK) в Кілі і Данцігу і займав цей пост до березня 1945 року. 31 березня 1945 року Валентінер був виключений зі списків особового складу Крігсмаріне.
Після війни проживав на території Данії. Помер Валентінер 19 червня 1949 року в лікарні данського міста Сеннерборг від захворювання легенів. Хвороба була викликана результатом вдихання токсичних парів з газолінових двигунів на перших підводних човнах U-10 і U-3, на яких він проходив службу.

## Звання
- Зее-кадет (1 квітня 1902)
- Фенрих (11 квітня 1903)
- Лейтенант-цур-зее (29 вересня 1905)
- Обер-лейтенант-цур-зее (30 березня 1908)
- Капітан-лейтенант (22 березня 1914)
- Корветтен-капітан (1918)
- Фрегаттен-капітан (вересень 1939)
- Капітан-цур-зее (1 січня 1941)

## Нагороди
- Рятувальна медаль (1902) — за порятунок потопаючого матроса в Свінемюнде 15 серпня 1902 року.
- Орден Корони (Пруссія) 4-го класу на стрічці рятувальної медалі
  - Орден — за порятунок потопаючого матроса в Гельголенді.
  - Стрічка (1911) — за порятунок 30 членів екіпажу підводного човна SM U-3 17 січня 1911 року.

### Перша світова війна
- Залізний хрест 2-го і 1-го класу
- Лицарський хрест королівського ордена дому Гогенцоллернів з мечами (14 травня 1916) — за потоплення пасажирського судна «Персія».
- Pour le Mérite (26 грудня 1916)
- Нагрудний знак підводника (1918)
- Ганзейський Хрест (Гамбург)
- Орден Залізної Корони 3-го класу з військовою відзнакою (Австро-Угорщина)
- Військова медаль (Османська імперія)
- Срібна медаль «Імтияз» з шаблями (Османська імперія)
- Срібна медаль «Ліакат» з шаблями (Османська імперія)
- Почесний громадянин міста Сеннеборг (1 травня 1917)

### Міжвоєнний період
- Почесний хрест ветерана війни з мечами
- Медаль «За вислугу років у Вермахті» 4-го, 3-го, 2-го і 1-го класу (25 років)

### Друга світова війна
- Хрест Воєнних заслуг 2-го і 1-го класу з мечами